# Victòria de Saxònia-Coburg Saalfeld
Victòria de Saxònia-Coburg-Saalfeld (Coburg, 17 d'agost de 1786 - Frogmore House (Castell de Windsor), 16 de març de 1861) fou princesa de Saxònia-Coburg-Saalfeld, princesa del Regne Unit i duquessa a Saxònia amb el tractament d'altesa que es casà en el si de la família reial britànica.
Nascuda a Coburg el dia 17 d'agost de l'any 1786, era filla del duc Francesc I de Saxònia-Coburg-Saalfeld i de la comtessa Augusta Reuss d'Ebersdorf i Löwenstein. Victòria era neta per via paterna del duc Ernest Frederic de Saxònia-Coburg-Saalfeld i de la duquessa Sofia Antonieta de Brunsvic-Wolfenbüttel; mentre que per via materna, ho era del comte Enric XXIV de Reuss i de la comtessa Karoline Ernestine d'Erbach-Schönberg.
El 21 de desembre de 1803 contragué matrimoni a Coburg amb el príncep Emili Carles de Leiningen. La parella tingué dos fills:
- SAS el príncep Carles Frederic de Leiningen, nat el 1804 a Armobach i mort el 1856 a Armobach. Es casà el 1829 amb la duquessa Maria Klebelsberg.
- SAS la princesa Feodora de Leiningen, nada el 1872 a Armobach i morta el 1872 a Baden-Baden. Es casà el 1828 amb el príncep Ernest de Hohenlohe-Lagenburg al Palau de Kensington.

El príncep Emili Carles de Leiningen morí l'any 1814, i la princesa Victòria es tornà a casar, aquesta vegada amb el príncep Eduard del Regne Unit, fill del rei Jordi III del Regne Unit i de la duquessa Carlota de Mecklenburg-Strelitz. La cerimònia tingué lloc a Coburg l'any 1818, la parella tingué una única filla:
- SM la reina Victòria I del Regne Unit, nada al Palau de Kensington el 1819 i morta el 1901 al Palau d'Osborne. Es casà amb el príncep Albert de Saxònia-Coburg Gotha.

Després de la mort del duc de Kent, Victòria tingué la intenció de tornar a Coburg on posseïa una esplèndida residència i on podia viure còmodament amb les rendes procedents de l'herència del seu primer marit, el príncep Emili Carles de Leiningen. Ara bé, el fet que la seva filla entrés en la disputa per la successió del tron anglès l'obligaren a romandre al país. La duquessa decidí que era més útil a Londres vigilant els drets dinàstics de la seva filla que a Coburg.
A la mort del seu segon marit, la princesa Victòria heretà un important gruix de deutes procedent del duc de Kent. El Parlament, que encara no havia optat públicament per Victòria com a hereva al tron, li assignà una minsa pensió i li cedí un apartament al ruïnós Palau de Kensignton on habitaven diferents membres de la família reial empobrits.
La duquessa de Kent, que malparlava l'anglès, confiava en John Conroy, un oficial irlandès al qual mantenia com a secretari privat. Ara bé, sembla que per influència de Conroy la relació entre la duquessa i el rei Guillem IV del Regne Unit es refredà importantment fins al punt que el rei exclamà públicament el seu disgust per la possible influència de l'entorn de Victòria a la seva filla, la futura reina Victòria.
Moltes foren les especulacions que afirmaven que la princesa Victòria de Kent no era filla del duc de Kent sinó de Conroy. En primer lloc, es parlava del fet que Victòria no patia la porfíria tan comuna fins llavors en el si de la Casa Reial de Hannover i, en segon, lloc, l'aparició de l'hemofília, desconeguda fins llavors, a la Família Reial britànica. Ara bé, una neta de la reina, la princesa Carlota de Prússia patí la porfíria, amb la qual cosa la teoria queda parcialment invalidada.
La duquessa de Kent, però molt especialment John Conroy, tenia especial interès a veure la seva filla ràpidament coronada com a reina del Regne Unit i que a la vegada s'establís una regència. Aquest fet asseguraria el poder de la duquessa de Kent i sobretot del seu secretari. Ara bé, el rei Guillem IV del Regne Unit visqué el temps suficient per a assegurar-se que la princesa Victòria fos major d'edat i assumís ella directament el poder. Arran de l'ascens al tron de Victòria, la seva mare la pressionà fortament perquè nomanés a Conroy el seu secretari. La reina no hi accedí i apartà del seu cercle privat tant a la seva mare com al seu secretari.
Amb el naixement de la princesa Victòria del Regne Unit, la reina perdonà a la seva mare i la reincorporà al seu cercle més íntim. Segons sembla, això fou així perquè, en primer lloc, la reina s'allunyà de la influència de la baronessa Lehzen; en segon lloc, per la influència positiva del príncep Albert de Saxònia-Coburg Gotha; i, en tercer lloc, per l'allunyament de Conroy que s'havia autoexiliat al continent. La reina Victòria reorganitzà les finances de la seva mare i aquesta es convertí en una devota àvia i alhora un clar i ferm puntal per la seva filla.
La duquessa de Kent morí el dia 16 de març de 1861 al Castell de Windsor. La reina va quedar enormement afectada per la mort de la seva mare. Nou mesos després moria el seu marit.